# Кожомкул (Сокулукский район)
Кожомкул (до 2024 года — Военно-Антоновка) — село, пригородный поселок в Сокулукском районе Чуйской области Кыргызстана. Административный центр и единственный населённый пункт Военно-Антоновского аильного округа. Код СОАТЕ — 41708 222 813 01 0.
✉ Почтовый индекс село 
Военно-Антоновка 724806

## История
Образовано в 1911 году. участки для поселения разбивал военный топограф Антонов. Поэтому называется Военно-Антоновка.
В 1944 году в посёлке были размещены депортированные чеченцы и ингуши. В посёлке проживает Гита Резаханова.

## География
Село расположено к западу от города Бишкек и является его западным пригородом. Ближайшие населённые пункты: на востоке — Новопавловка, на юго-западе — Маловодное, на юго-востоке — Джал, на северо-западе — Озёрное, на северо-востоке — Ак-Жол, Степное, Пригородное.

## Население
По данным переписи 2009 года, в селе проживало 11 356 человек. По данным переписи 2022 года население села составило 22 712 жителей. по данным 2024 года в селе проживает 58682 жителей

## Образование
- Военно-Антоновская УВКГ[7]. Военно Антоновская средняя школа